# Now (альбом Дайон Уорвик)
| Оценки критиков | Оценки критиков |
| Источник        | Оценка          |
| --------------- | --------------- |
| AllMusic        | [ 1 ]           |

Now (подзаголовок Now: A Celebratory 50th Anniversary Album) — студийный альбом американской певицы Дайон Уорвик,  выпущенный лейблом H&I Music Productions 6 ноября 2012 года в Соединенных Штатах. Релиз альбома знаменует собой празднование пятидесятилетия музыкальной карьеры Уорвик, он представляет собой ретроспективную коллекцию записей её классических хитов от Берта Бакарака и Хэла Дэвида в новой обработке, а также четырех новых трека.

## Список композиций
| №   | Название                                         | Автор(ы)                                               | Длительность |
| --- | ------------------------------------------------ | ------------------------------------------------------ | ------------ |
| 1.  | «(There's) Always Something There to Remind Me»  | Берт Бакарак, Хэл Дэвид                                | 3:22         |
| 2.  | «Are You There (with Another Girl)»              | Берт Бакарак, Хэл Дэвид                                | 3:12         |
| 3.  | «Don’t Make Me Over»                             | Берт Бакарак, Хэл Дэвид                                | 3:44         |
| 4.  | «Love Is Still the Answer»                       | Берт Бакарак, Тонио К.                                 | 2:49         |
| 5.  | «99 Miles from LA»                               | Берт Бакарак, Хэл Дэвид                                | 4:02         |
| 6.  | «Be Aware»                                       | Берт Бакарак, Хэл Дэвид                                | 2:30         |
| 7.  | «Reach Out»                                      | Берт Бакарак, Хэл Дэвид                                | 2:30         |
| 8.  | «Is There Anybody Out There?»                    | Берт Бакарак, Джеймс Ингрэм, Джон Беттис, Пафф Джонсон | 5:08         |
| 9.  | «I Just Have to Breathe»                         | Берт Бакарак, Хэл Дэвид                                | 2:48         |
| 10. | «It Was Almost Like a Song»                      | Арки Джордан, Хэд Дэвид                                | 3:40         |
| 11. | «Make It Easy on Yourself»                       | Берт Бакарак, Хэл Дэвид                                | 3:52         |
| 12. | «I Say a Little Prayer» (duet with Dave Elliott) | Берт Бакарак, Хэл Дэвид                                | 2:56         |

## Чарты
| Чарт (2012)                      | Высшая позиция |
| -------------------------------- | -------------- |
| Великобритания (UK Albums Chart) | 57             |